# Cybaeus fuujinensis
Espèce
Synonymes
- Dolichocybaeus fuujinensis Komatsu, 1968

Cybaeus fuujinensis est une espèce d'araignées aranéomorphes de la famille des Cybaeidae.

## Distribution
Cette espèce est endémique de la préfecture de Kumamoto sur Kyūshū au Japon,. Elle se rencontre dans la grotte Fūjin-do à Mifune.

## Étymologie
Son nom d'espèce, composé de fuujin et du suffixe latin -ensis, « qui vit dans, qui habite », lui a été donné en référence au lieu de sa découverte, la grotte Fūjin-do.

## Publication originale
- Komatsu, 1968 : Cave spiders of Japan II: Cybaeus, Dolichocybaeus and Heterocybaeus (Cybaeinae). Arachnological Society of East Asia, Osaka, p. 1-38.